# Paleis op de Meir
Het Koninklijk Paleis op de Meir is een voormalig 18de-eeuws stadspaleis in de Belgische stad Antwerpen. Het was ooit nog de eigendom van belangrijke heersers zoals Napoleon Bonaparte, Willem I der Nederlanden en het Belgisch koningshuis. Het paleis bevindt zich op de hoek van de Meir en de Wapper. Naast een stadspaleis was het ook een keizerlijke en een koninklijke residentie, tot het in 1969 "aan het volk gegeven" is.

## Geschiedenis

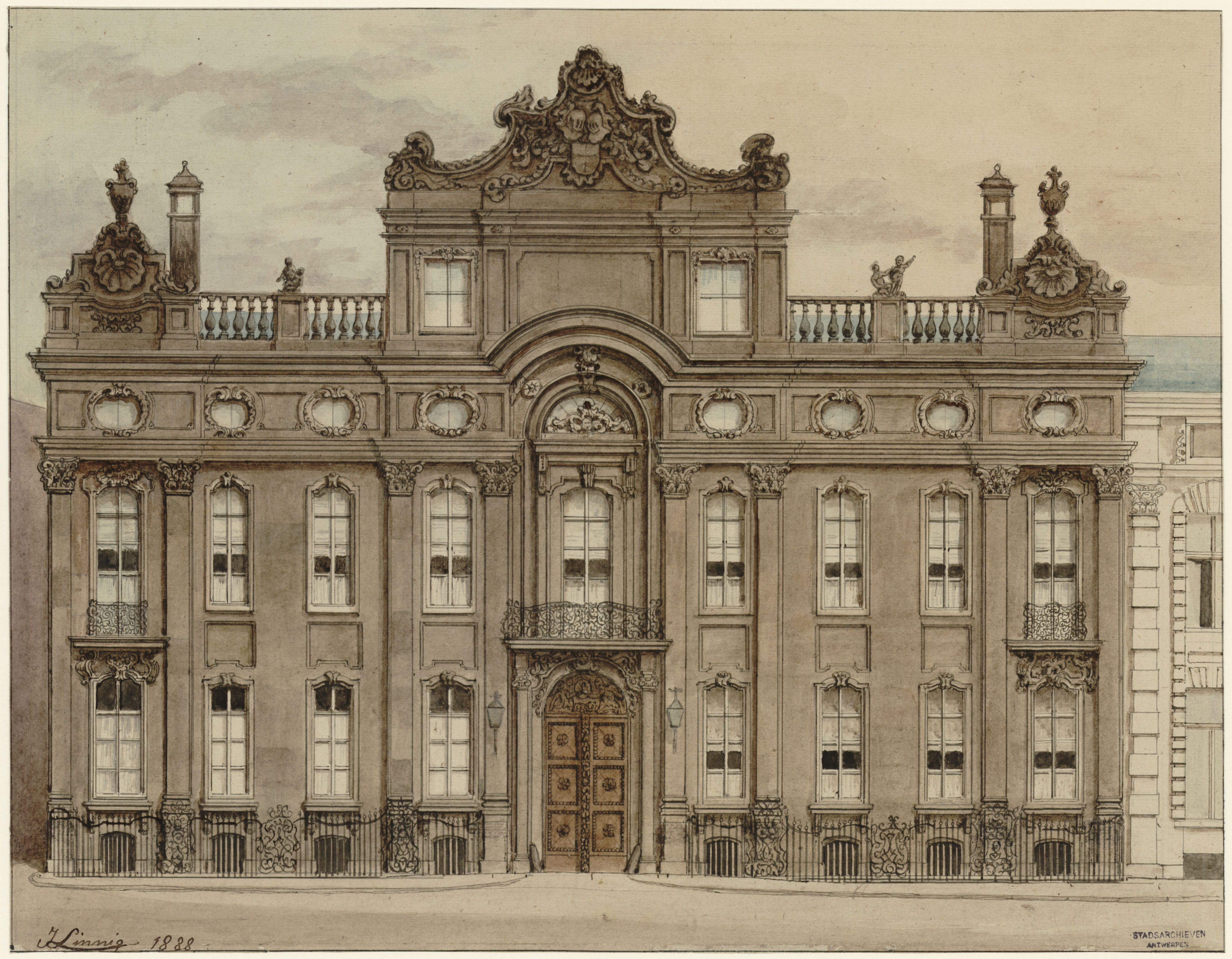
Koninklijk Paleis op de Meir, 1888, Jozef Linnig, Felixarchief.

### Oorsprong
Het gebouw werd opgetrokken in opdracht van de rijke koopman Johan Alexander van Susteren (1719-1764), die een vermogen vergaarde met beleggingen in de Oostendse Compagnie, door de Antwerpse architect Jan Pieter van Baurscheidt de Jonge. Van Susteren liet hiervoor in 1745 drie panden afbreken op de Meir om er zijn droompaleis te laten optrekken. De koopman woonde eigenlijk in een kasteel in het landelijke 's-Gravenwezel, maar hij wou ook in de stad Antwerpen een residentie hebben. Helaas heeft hij zijn droomstekje nooit volledig afgewerkt gezien vanwege zijn kinderloze dood in 1764.
Na zijn dood werd het goed verkocht aan jonkheer Johannes de Fraula, die zorgde voor de verdere afwerking van de woning, de bouw van de stallingen en de aanleg van de tuin.
In 1777 verkocht hij het gebouw aan de graaf Jean Alexandre Roose de Baisy en zijn echtgenote Marie Anne Josephe van de Werve. Hun dochter, Caroline Marie Josephe, gehuwd met de graaf Charles Francois de Brouchoven de Bergeyck, erfde het gebouw in 1798. Na de dood van haar man verkocht ze het gebouw in 1812 aan Napoleon.

### Franse periode
Door de gunstige ligging wekte het paleis de aandacht van de Franse keizer Napoleon Bonaparte toen onze gewesten na de Franse Revolutie in zijn handen kwamen. Hij kocht het stadspaleis in 1812 voor 170.000 francs. Hij liet het paleis ombouwen tot vier appartementen: eentje voor zijn grootmaarschalk, de hofdame, de keizerin en eentje voor zichzelf. De keizer liet de salons ook verfraaien en inrichten met Franse empiremeubels. Parijse decorateurs zoals Pierre Fontaine werden hiervoor belast. Napoleon liet ook meubels uit Frankrijk en uit het Paleis op de Dam in Amsterdam aanrukken. Kandelaars, wandtafels, meubels van roudbruin mahoniehout werden vervaardigd, net als ornamenten in verguld brons. Napoleon zag het groots voor zijn paleis. 
Ondanks alle inspanningen heeft Napoleon nooit in het paleis verbleven. Wanneer het paleis klaar was, zat hij al op het eiland Elba in ballingschap. Nadien kwam het paleis in de handen van zijn rivaal de Russische tsaar Alexander I die er in 1814 zijn intrek nam. Op 28 juni verscheen hij op het balkon om de bevolking van Antwerpen te groeten: het begin van een lange traditie. Na de verdrijving van de Fransen werden de Zuidelijke Nederlanden onderdeel van het nieuwe Verenigd Koninkrijk der Nederlanden en het paleis ging naar zijn nieuwe koning Willem I der Nederlanden. Deze gaf opdracht tot het inrichten van de Zaal van de XVII Provinciën.

### Belgische periode

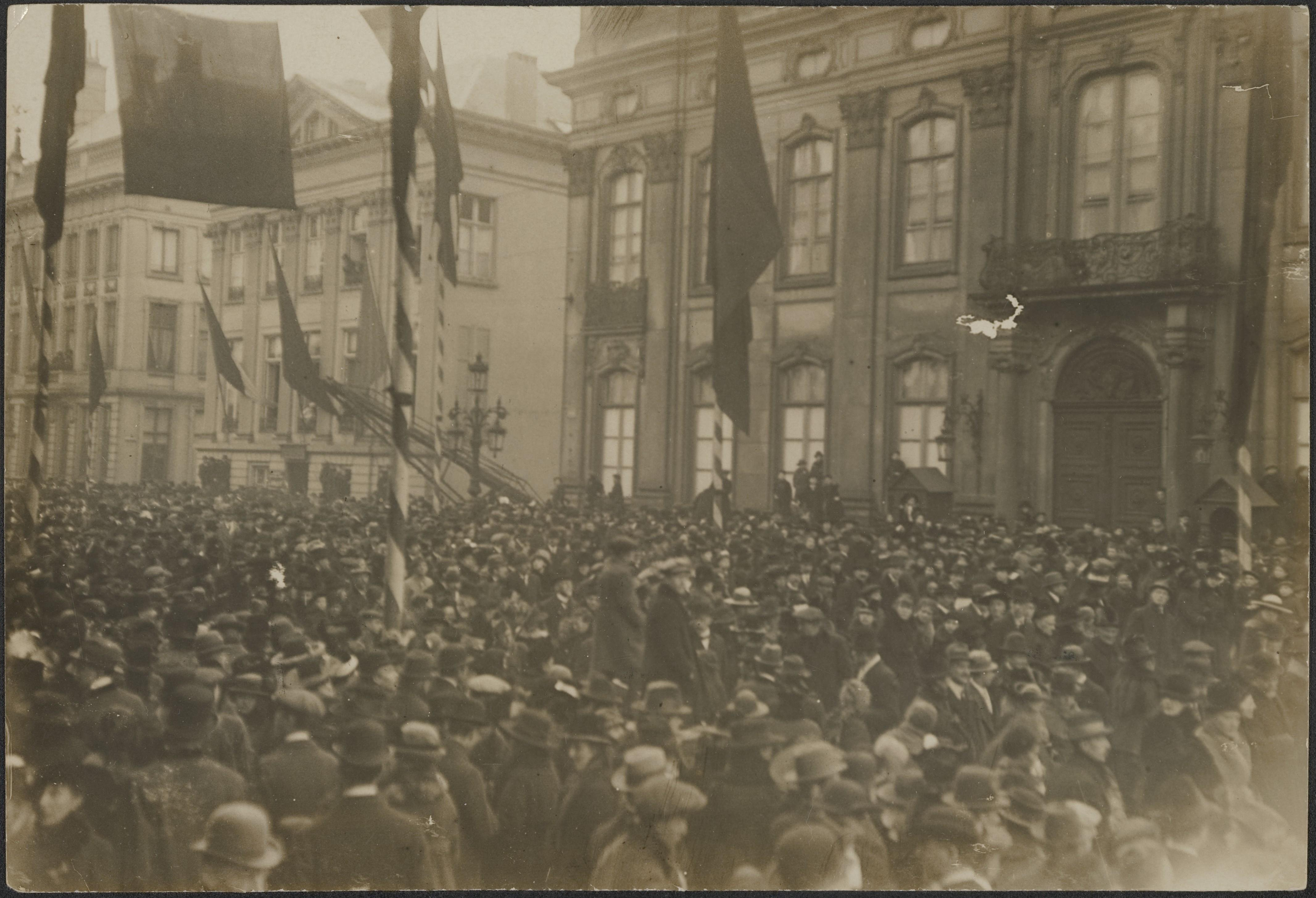
Feest aan het paleis n.a.v. de bevrijding van België na WOI

Na de Belgische opstand van 1830 werd het Paleis opgeëist door het Belgische Voorlopig Bewind. Het gebouw kwam in de handen van het allereerste Belgische staatshoofd: Regent Erasme-Louis Surlet de Chokier. Een jaar later zou het Paleis op de Meir het middelpunt zijn van de festiviteiten naar aanleiding van de blijde intrede van koning Leopold I. De vorst zou er regelmatig verblijven en hier ook de Britse koningin Victoria tweemaal feestelijk ontvangen. Ook de volgende koningen en andere belangrijke gasten, zoals de Britse premier Winston Churchill, kwamen op het balkon om het volk te groeten en begroet te worden. Ze gebruikten het ook als ontvangstdecor voor gasten die via de haven in het land aankwamen. 
Koning Leopold II liet het paleis verfraaien tijdens zijn regeerperiode en bouwde onder andere een grote spiegelzaal. Hij gaf de opdracht voor het bouwen van een verbindingsgalerij tussen de twee zijvleugels. Moderne sanitair werd ook pas in zijn periode geïnstalleerd. Koning Albert I verbleef er kort tijdens de Eerste Wereldoorlog, het was een tijdje zijn residentie toen hij moest vluchten uit Brussel. In de jaren 60 achtte de Koninklijke Huishouding het paleis niet meer geschikt en men dacht aan een culturele bestemming voor het geheel. Koning Boudewijn schonk het paleis "aan het volk", het werd samen met het meubilair in 1969 overgedragen aan het Ministerie van Cultuur. Sindsdien grepen in het gebouw culturele happenings, performances plaats en huisvestte het tijdelijke installaties.

### Restauratie
Erfgoed Vlaanderen startte in 2001 met de restauratie van de gevels en het dak, evenals van het interieur waaronder de empiresalons. De beschadigde wandbekledingen werden hersteld en gereinigd en de plafondversieringen werden opnieuw voorzien van verguldsel. Het geheel kreeg een nieuwe klimaatregeling en werd voorzien van een aangepaste brandbeveiliging. Sinds 2004 draagt Erfgoed Vlaanderen de verantwoordelijkheid van het paleis. Er werd een inventaris opgesteld van het meubilair. 

Op 12 maart 2010 keerden de 150 historisch waardevolle meubels terug op hun oorspronkelijke bestemming. Deze vonden tot die datum een onderkomen op het Koninklijk Paleis van Brussel. Volgens kenners verkeerden de meubels in goede staat. Op 8 en 9 mei 2010 werd een openingsweekend gehouden en was het gerestaureerde interieur samen met het meubilair er voortaan te bewonderen. 

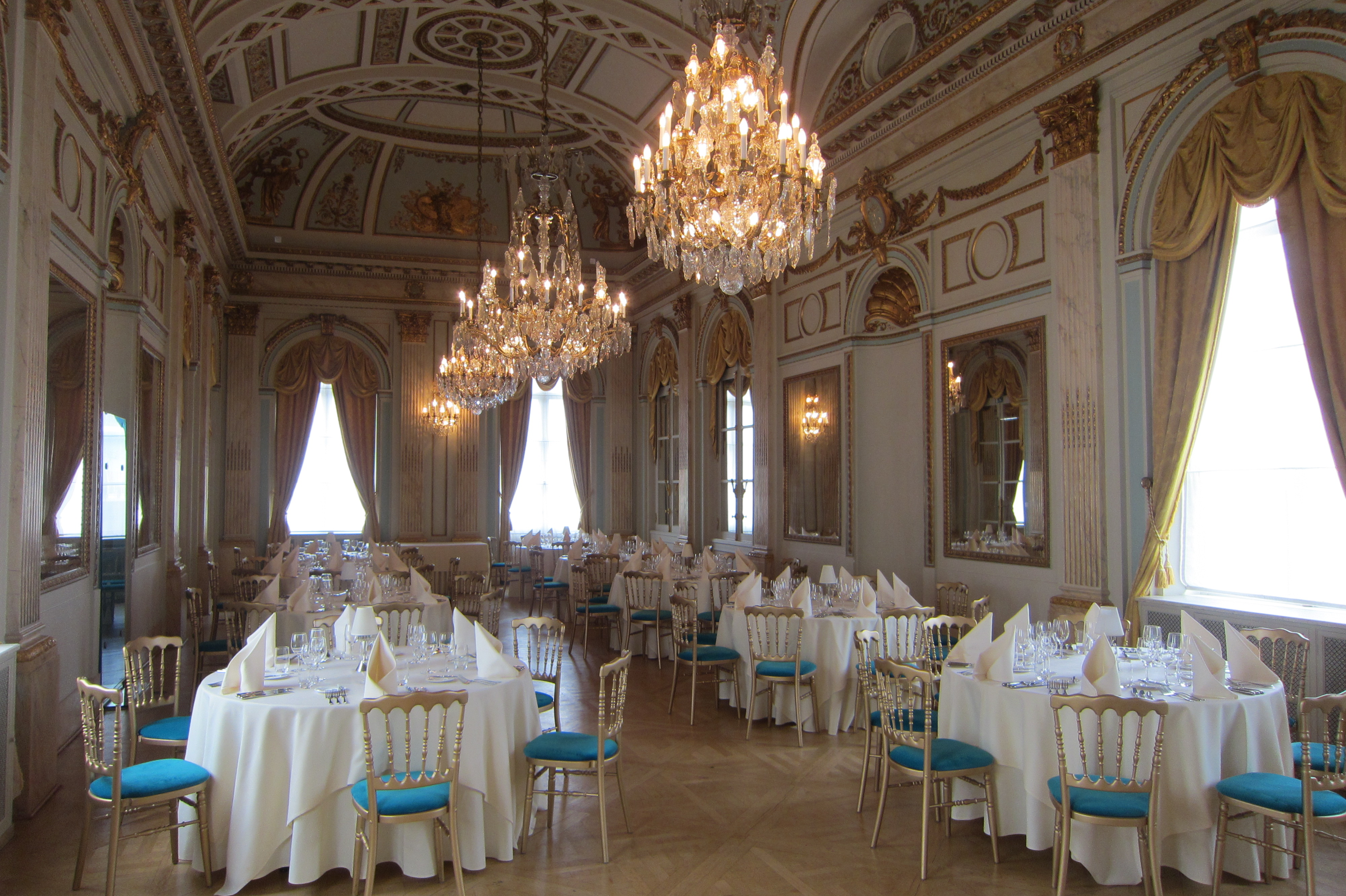
Spiegelzaal van het Paleis op de Meir

De zalen en salons op de eerste verdieping kregen een museale functie. Men kon het paleis als monument bezoeken, inclusief de empiremeubels en de decoraties. De spiegelzaal werd gebruikt voor diners, recepties, presentaties, walking dinners en modeshows. In de blauwel zaal, vroeger het salon van Napoleon, hangen portretten van Napoleon en Leopold II, gemaakt in opdracht van Dominique Persoone. Op het gelijkvloers is er een winkel van The Chocolate Line van Persoone en een koffie- en theehuis. De opbrengst van de verhuur wordt door de erfgoedorganisatie Herita aangewend voor het onderhoud en de ontsluiting van het monument.

## Huidige functie
Na de restauratie werd het Paleis op de Meir in 2013 tijdelijk opengesteld voor het publiek. In 2021 opende het Paleis na jaren, tijdelijk en voor een tweede keer, de deuren voor het publiek. Die opening paste in de feestelijkheden rond 800 jaar 't Stad. De historische meubels werden weer van zolder gehaald en tentoongesteld. Deze keer kon het publiek ook de prachtige spiegelzaal en het bed van de keizerin aanschouwen. De verdere toekomst van het paleis is nog onduidelijk. Herita is volop aan het zoeken naar een geschikte invulling.